# Thuiaria involuta
Thuiaria involuta is een hydroïdpoliep uit de familie Sertulariidae. De poliep komt uit het geslacht Thuiaria. Thuiaria involuta werd in 1960 voor het eerst wetenschappelijk beschreven door Naumov. 